# Belgrandiella pageti
Belgrandiella pageti е вид охлюв от семейство Hydrobiidae.

## Разпространение и местообитание
Видът е разпространен в Словения и Хърватия.
Обитава сладководни басейни и реки.